# Philippa Schuyler
Philippa Duke Schuyler (/ˈskaɪlər/; 2 d'agost de 1931 - 9 de maig de 1967) va ser una pianista, compositora, autora i periodista nord-americana. Considerada una Nena prodigi, era filla del periodista negre George Schuyler i de Josephine Schuyler, una hereva texana blanca. Schuyler es va fer famosa a la dècada de 1930 pel seu talent, intel·lecte, filiació de raça mixta i els mètodes excèntrics de criança emprats pels seus pares.
Aclamada com "la Shirley Temple dels negres americans", Schuyler va fer recitals de piano públics i emissions de ràdio als quatre anys. Amb vuit anys va fer dos recitals a l'Exposició Universal de Nova York. Schuyler va guanyar nombrosos concursos musicals com els Concerts per a joves de la Filharmònica de Nova York al Carnegie Hall. Es va convertir en la membre més jove de la National Association for American Composers and Conductors als onze anys. Schuyler es va trobar amb el racisme a mesura que es feia gran i va tenir problemes per acceptar la seva herència de raça mixta. Més tard es va convertir en periodista i va morir en un accident d'helicòpter al Vietnam del Sud el 1967.

## Vida i carrera

### Primers anys de vida
Philippa Duke Schuyler va néixer a Harlem, Nova York, el 2 d'agost de 1931. Va ser l'única filla de George Schuyler, un destacat assagista i periodista negre, i de la seva dona Josephine Schuyler (de soltera Cogdell), una texana blanca, antiga bellesa banyista de Mack Sennett i néta dels propietaris d'esclaus. Els seus pares creien que el matrimoni mixt podria "fortificar" les dues races i produir descendència extraordinària. També van defensar que el matrimoni de races mixtes podria ajudar a resoldre molts dels problemes socials dels Estats Units.
Durant tres anys abans del naixement de Schuyler, la seva mare només menjava aliments naturals i crus, va evitar la carn, va seguir un règim de preparació del cos i la ment per netejar el seu sistema en preparació per tenir un fill "superior". Mrs. Schuyler creia, a més, que el geni es podria desenvolupar millor amb una dieta que consistia exclusivament en aliments crus. Com a resultat, Philippa va créixer al seu apartament de la ciutat de Nova York menjant una dieta que consistia principalment en pastanagues crues, pèsols i nyams i bistec cru. Li donaven una ració diària d'oli de fetge de bacallà i rodanxes de llimona en lloc de dolços. "Quan viatgem", va dir la Sra. Schuyler: "La Philippa i jo sorprenem els cambrers. Has de discutir amb la majoria dels cambrers abans que et portin carn crua. Suposo que és força inusual veure una nena menjant un bistec cru."
Els talents de Schuyler es van descriure als informes dels mitjans de comunicació com a resultat de l'estil de cura excèntric dels seus pares. Schuyler va rebre una "educació acurada" que incloïa anys de tutors privats finançats amb els seus ingressos de rendiment. Si anava a l'escola, Schuyler era normalment l'única persona negra d'aquesta institució. A més, els seus pares van restringir el seu contacte amb altres nens petits normalment només a la casa dels Schuyler, cosa que va fer que tingués una vida aïllada.
Reconeguda com a prodigi a una edat primerenca, un escriptor del New York Herald Tribune va escriure el 1933 sobre ella com el "Negro Baby". Segons els informes, Schuyler sabia l'alfabet als dinou mesos i era capaç de llegir i escriure als dos anys. Als quatre anys ja podia tocar composicions de Schumann i Mozart i escrivia les seves pròpies composicions. A més, va començar a tocar recitals i va aparèixer a les emissions de ràdio. Es va trobar que el seu quocient d'intel·ligència (QI) als sis anys era de 185. Als 13 anys ja havia escrit més de 100 composicions i per a la seva cerimònia de graduació de secundària als 15, Schuyler va escriure "La rapsòdia de la joventut”.

### Carrera musical
La mare de Schuyler era una mare autoritària que la va presentar a totes les competicions musicals possibles. El juny de 1936, Schuyler va guanyar la seva primera medalla d'or als quatre anys en el torneig anual patrocinat pel National Guild of Piano Teachers, on va interpretar deu composicions originals. Va guanyar vuit premis consecutius dels Young Concerts de la Filharmònica de Nova York al Carnegie Hall, fins que se li va prohibir competir perquè els altres nens no tenien l'oportunitat de guanyar contra ella. A més, va guanyar medalles d'or de la Music Education League i de la Ciutat de Nova York.
Els recitals de piano i les emissions de ràdio de Schuyler van atreure una important cobertura de premsa. L'alcaldessa de Nova York, Fiorello LaGuardia, va ser una de les seves admiradores i la va visitar a casa en més d'una ocasió. Va declarar el 19 de juny de 1940 "el día de Philippa Duke Schuyler" a l'Exposició Universal de Nova York, on va fer dos recitals. Als nou anys, Schuyler es va convertir en el tema de "Evening With A Gifted Child", un perfil escrit per Joseph Mitchell, corresponsal de The New Yorker, que va escoltar diverses de les seves primeres composicions. Va assenyalar que es va dirigir als seus dos pares pel seu nom. Schuyler va completar el vuitè grau als onze anys i als catorze anys ja havia compost 200 seleccions musicals. Es va convertir en la membre més jove de la National Association for American Composers and Conductors el 1942.
Quan va arribar a l'adolescència, Schuyler estava de gira constantment, tant als Estats Units com a l'estranger. Als quinze anys, es va graduar a l'escola secundària Father Young SJ Memorial, la Schola Cantorum de l'Escola de Música Litúrgica Pius X. També va actuar amb la Filharmònica de Nova York al Lewisohn Stadium i va continuar els seus estudis al Manhattanville College. El seu talent com a pianista va ser àmpliament reconegut, tot i que molts crítics van creure que el seu fort era tocar peces vigoroses i van criticar el seu estil a l'hora d'abordar obres més matisades. L'aclamació per les seves actuacions la va portar a convertir-se en un model a seguir per a molts nens als Estats Units, però la pròpia infància de Schuyler es va veure afectada quan, durant la seva adolescència, els seus pares li van mostrar els llibres de retalls que havien compilat per registrar la seva vida i carrera. Els llibres contenien nombrosos retalls de diaris en què tant George com Josephine Schuyler comentaven les seves creences i ambicions per a la seva filla. Adonar-se que havia estat concebuda i criada, en cert sentit, com un experiment genètic, va robar a la pianista moltes de les il·lusions que havien fet que la seva joventut fos feliç.
Més tard, Schuyler es va desil·lusionar amb els prejudicis racials i de gènere que va trobar, sobretot quan actuava als Estats Units, i gran part de la seva carrera musical es va passar a tocar a l'estranger. Fugí a l'Amèrica Llatina, on hi havia més gent de races mixtes i va triar un exili voluntari de viatjar i actuar per Amèrica Llatina, el Carib, Àsia, Àfrica i Europa. Per exemple, va fer una gira per Espanya on va debutar amb l'Orquestra Filarmònica de Madrid sota la direcció de Everett Lee. El 7 de febrero de 1956 va fer un concert extraordinari a Barcelona amb l'Orquestra Filarmònica de Barcelona al Palau de la Música Catalana. Va interpretar a la presa de possessió de tres presidents successius a Haití. A l'Àfrica, va actuar per a diversos notables com Haile Selassie d'Etiòpia, a les celebracions del Dia de la Independència per a Patrice Lumumba i Joseph Kasavubu del Congo, el president Kwame Nkrumah de Ghana, i per Albert Schweitzer a la seva aïllada colònia de leprosos, a Lamberéné. Va començar a fer-se passar per blanca el 1959, al principi per poder viatjar a Sud-àfrica, després, anys més tard, pensant que tindria una millor carrera si tornava a entrar a l'escena dels concerts nord-americans com a intèrpret blanca.

### Carrera periodística
A mesura que el seu programa de concerts va disminuir a principis dels anys 60, Schuyler va seguir el seu pare George Schuyler per la branca del periodisme als trenta anys, complementant els seus limitats ingressos escrivint sobre els seus viatges. Durant el seu recorregut com a periodista publicà més de 100 articles de diaris i revistes a nivell internacional i va ser una de les poques escriptores negres de la United Press International. D'altra banda, Schuyler va publicar quatre llibres de no ficció: Aventures en blanc i negre (una biografia, 1960); Qui va matar el Congo? (un resum de la lluita del Congo belga per la independència, 1962); Jungle Saints (sobre els missioners catòlics, 1963); i Kingdom of Dreams (un estudi quixotec de la interpretació científica dels somnis escrit amb la seva mare, 1966).
Va escriure principalment per a organitzacions conservadores com la John Birch Society. Catòlica devota, amb fluïdesa en diversos idiomes, va publicar diversos llibres al llarg de la seva carrera

## Vida personal
La vida personal de Schuyler va ser sovint infeliç des de la infància. La seva mare la va castigar severament amb assots i mai va fer amics perquè no anava a l'escola amb regularitat. A més, quan va anar a l'escola, estava per davant d'altres nens de la seva edat.
Schuyler va desenvolupar un complex d'inferioritat a causa de la seva raça i va veure la seva negrea com un "estigma". D'altra banda, rebutjà molts dels valors dels seus pares i entenia el seu matrimoni interracial com un error. A poc a poc es va convertir cada cop més en una feminista vocal i va fer molts intents de fer-se passar per una dona d'ascendència iberoamericana anomenada Felipa Monterro y Schuyler.
Tot i que Schuyler es va comprometre en varies ocasions, mai es va casar. El 1965, va patir un perillós avortament tardà a Tijuana després d'una aventura amb el diplomàtic ghanés Georges Apedo-Amah, ja que no volia tenir un fill amb un home negre. en aquest sentit, Schuyler volia casar-se amb un home blanc per tal d'impulsar la seva carrera i tenir la descendència que ella considerava ideal.
Per acabar, Schuyler i el seu pare eren membres de la John Birch Society. A més de la seva llengua materna anglesa, parlava francès, italià, espanyol, portuguès i alemany sent també una devota catòlica.

## Mort
El 1966, Schuyler va viatjar a Vietnam del Sud per tocar per a les tropes i grups vietnamites. Va tornar l'abril de 1967 com a corresponsal de guerra de Manchester Union Leader de William Loeb i va servir com a missionera laica. El 9 de maig del mateix any, durant una missió a Da Nang per evacuar a orfes vietnamites, Schuyler va morir tras xocar amb un helicòpter de l'exèrcit dels Estats Units, el qual es va estavellar a la badia de Da Nang. Tot i sobreviure a l'impacte, la seva incapacitat per nedar va fer que s'ofegués. Un tribunal de recerca va descobrir que el pilot havia apagat deliberadament el seu motor i descendit en un planatge incontrolat, possiblement en un intent de donar als seus passatgers civils una idea dels perills de volar en una zona de combat, perdent finalment el control de l'aeronau.
Per aquell moment, Schuyler havia planejat marxar del Vietnam uns dies abans. No obstant això, va ampliar la seva estada per portar nens catòlics de Hue, on hi havia tensió entre les faccions catòlica i budista. Al seu funeral a la Catedral de Sant Patrici de la ciutat de Nova York van assistir 2.000 persones el 18 de maig de 1967. La mort de Philippa Schuyler va representar la representar la segona de dues dones periodistes nord-americanes que van morir al Vietnam.
La mare de Schuyler es va veure profundament afectada per la seva mort i es va suïcidar uns dies abans del segon aniversari de la seva mort el 1969.

## Llegat
Els pares de Schuyler van establir a la seva memòria la Philippa Schuyler Memorial Foundation.
Philippa Schuyler Middle School for the Gifted and Talented a Bushwick, Brooklyn, Nova York es dedica a preservar la memòria de la nena prodigi, mitjançant l'oferta d'una educació als nens de la ciutat focalitzada en les arts.
El 2004 es va informar que Halle Berry posseïa els drets cinematogràfics de la biografia de Schuyler. Berry tenia la intenció de coproduir el biopic amb Marc Platt, protagonitzat per Alicia Keys com Schuyler.

## Llibres
- Philippa Duke Schuyler, Aventures en blanc i negre, amb pròleg de Deems Taylor, (Nova York: R. Speller, 1960)
- Philippa Duke Schuyler, Qui va matar el Congo?, (Nova York: Devin-Adair, 1962)[33]
- Philippa Duke Schuyler, Jungle Saints: Africa's Heroic Catholic Missionaries, (Roma: Verlag Herder, 1963)
- Philippa Duke Schuyler i Josephine Schuyler, Kingdom of Dreams, (Nova York: R. Speller, 1966)
- Philippa Duke Schuyler, Good Men Die, (Nova York: Twin Circle, 1969)